# Polonia ai XII Giochi olimpici invernali
La Polonia partecipò ai XII Giochi olimpici invernali, svoltisi a Innsbruck, Austria, dal 4 al 15 febbraio 1976, con una delegazione di 56 atleti impegnati in nove discipline.